# テラ・ナオミ
テラ・ナオミ（Terra Naomi）は、動画共有サイトYouTubeで自身の曲『セイ・イッツ・ポッシブル』（Say It's Possible）の演奏によって名を高めた、オルタネイティブ・ロックまたはロック、ポップに分類されるジャンルのアーティストである。ニューヨーク州出身。現在では英国を活動の拠点としている。ギターとピアノもこなしている。

## 経歴
テラ・ナオミはニューヨーク州サラトガ・スプリングズに生まれ、幼少時の2年間は農場で育った。家族に連れられてオハイオ州クリーブランドに移り6年間を過ごした後、形成外科医の父親の故郷であるニューヨーク州北部に落ち着いた。母親はソーシャル・ワーカーをしている。彼女には2人の弟がいる。

### クラシック音楽修業期
ナオミはミシガン州での「インターローシェン・パフォーミング・アーツ・キャンプ」と、マサチューセッツ州レノックスでの「ベルボア・テラス・ファイン・アンド・パフォーマンス・アーツ・キャンプ・フォー・ガールズ」においてクラシック・ピアノと声楽を学習した。彼女は教師たちから説得され、ミシガン大学でオペラの学位を取ることにした。またこの時期、アスペン・オペラ・シアター・プログラムに参加している。

### 方向転換
カレッジ卒業の後、ナオミはニューヨーク市に移り、曲を創り始めた。またこの時期にギター演奏も始めている。彼女は「ザ・ビター・エンド」や「ザ・サイドウォーク・カフェ」、「ザ・リヴィング・ルーム」など、マンハッタンにある様々なクラブで演奏した。2003年にはニューヨーク市から始まりシアトルの「バンバーシュート」フェスティバルで終える、自ら契約を取りまとめた国内ツアーを行った。続いてナオミはプロデューサー、ポール・フォックス（XTC、10000マニアックス、シックスペンス・ノン・ザ・リッチャー、エドウィン・マッケイン、フィッシュ、シュガーキューブスを手がけた）の元で働くためにロスアンジェルスに居を移した。
ナオミは2006年夏の間中、彼女がYouTube上で始めた「仮想の夏季ツアー」によって、世界的規模のYouTubeコミュニティの中でも突出した存在となっていった。この番組はハリウッドの彼女のアパートからのライブ・パフォーマンスと、『ロックスターかぶれに聞け』と題した質疑応答のコーナーを収めていた。Jonathan Birdが演出した彼女の曲セイ・イッツ・ポッシブル』のヴィデオは、2006年12月にYouTubeのトップページで採り上げられるとすぐに爆発的な関心を呼び起こした。『セイ・イッツ・ポッシブル』を慕うファンが、様々なスタイルで「YouTubeカヴァー」の投稿を寄せるようになり、100以上もの数にまで及んだが、これには南北アメリカやヨーロッパの様々な国々からのものが含まれていた。ファンたちは曲を翻訳し、演奏してみせたが、その中にはスペイン語、イタリア語、標準中国語、それから靴下で作ったパペットが歌うものまであった。2007年3月にナオミは『セイ・イッツ・ポッシブル』でYouTubeヴィデオ・アウォードのミュージック・ヴィデオの候補となった。NBCの『ザ・トゥデイ・ショウ』とCBSの『ジ・アーリー・ショウ』に出演する機会も得たが、それ以外にも数々の国際的なニュース番組で報道されてきた。
ナオミは2003年、2004年、2005年に米国で自らまとめた国内ツアーを行ってきた。この際シカゴのザ・アビー、シカゴ・ハウス・オブ・ブルース、ニューヨークのアーヴィング・プラザ、フィラデルフィアのザ・トロカデロ、ダラスのザ・ジプシー・ティー・ルームなどで数日間ずつ公演を行っている。英国での興行は、マンチェスターの「イン・ザ・シティ・フェスティバル」への参加がある。彼女はまたニュース専門局CNBCの番組中に、オンライン上で成功を掴みつつあるアーティストの肖像を描く特集で採り上げられている。ナオミはまたロイターやロサンゼルス・タイムズ、LAウィークリー、ワシントン・ポスト、サロン・ドットコム、英国サンデー・タイムズの記事に採り上げられてきた。
ナオミの曲『クリーン』（Clean）はマギー・ギレンホール主演の新作映画『シェリーベイビー』のサウンドトラック曲として採用されている。彼女の曲『セイ・イッツ・ポッシブル』、『フレッシュ・フォー・ボーンズ』（Flesh For Bones）、『ゴー・クワイエトリー』（Go Quietly）はNBCの新リアリティ・ショウ『ジュニア・イヤー・アブロード』で使用される予定である。
2006年秋にテラ・ナオミはユニヴァーサル・ミュージック・パブリック・グループと音楽出版契約を交わした。これに続いて2006年12月には、彼女がすでにメジャー・レコード・レーベルのアイランド・レーベルと契約していることが公表された。